# Gråbåndet bredpande
Gråbåndet bredpande (Erynnis tages) er en sommerfugl i bredpandefamilien. Den holder til i små kolonier på sandede jorder, f.eks. overdrev, heder og klitter. Man kan møde den gråbåndede bredpande fra sidste halvdel af maj til lidt ind i juli. Sydligere findes den også med en 2. generation, der kan ses helt ind i august.
Den gråbåndede bredpande har en helt speciel måde at overnatte på. Den sætter sig på en stængel og folder vingerne, så oversiden vender opad, på samme måde som en hvilende natsværmer. Det er den eneste danske dagsommerfugl, der indtager denne vingestilling i hvile.

## Udbredelse
Sommerfuglen er i løbet af kort tid gået voldsomt tilbage i Danmark og findes nu kun i Jylland og på Læsø. Derudover er der en isoleret bestand på Melby Overdrev i Nordsjælland. I resten af Europa findes den overalt, undtagen på øerne i Middelhavet. I Holland er sommerfuglen dog næsten uddød. Desuden findes arten østpå gennem Lilleasien og Rusland til Kina.

## Udseende
Gråbåndet bredpande er en af de mest uanselige arter af dagsommerfugle i Danmark. Vingefanget er 24–29 mm. Sommerfuglen er brun, med svage lysere partier og prikker i gråt og beige, specielt langs vingekanten findes en fin lille række lyse prikker på både for- og bagvinger. Hunnen har lidt mere kontrastrige farver. Hannen har en kant af duftskæl på forvingerne.

## Livscyklus
Ægget er gult eller lysegrønt, men skifter hurtigt farve til appelsinfarvet. Efter et par uger klækkes det og larven kommer frem. Larven lever i et lille skjul spundet af kællingetandens blade. I august spinder larven sommerens sidste bladskjul, hvori den overvintrer og næste forår forpupper sig i. Efter ca. en måned klækker puppen og den voksne sommerfugl kommer frem.

## Larvens foderplanter
Sommerfuglelarver er specialiserede til som regel kun at æde nogle få planter. Larver af gråbåndet bredpande lever i Danmark sandsynligvis fortrinsvis af almindelig kællingetand eller eventuelt andre nærtbeslægtede planter som sump-kællingetand eller andre ærteblomstrede. I udlandet er også kendt timian, håret høgeurt, kronvikke og hesteskokløver.